# Robert al II-lea de Dreux

Blazonul conţilor de Dreux

Robert al II-lea de Dreux (n. 1154 – d. 28 decembrie 1218), conte de Dreux și de Braine, a fost cel mai mare fiu care a supraviețuit tatălui său, Robert I de Dreux, avut cu Agnes de Baudemont, contesă de Braine.
Robert a participat la Cruciada a treia, fiind prezent Asediul Acrei din 1189-1191 și la bătălia de la Arsuf.
De asemenea, a fost participant activ la războiul desfășurat în Normandia împotriva regilor angevini ai Angliei dintre 1193 și 1204. Contele Robert a asediat castelul Nonancourt, apărat de regele Richard I al Angliei, însă a fost luat prizonier de englezi la sfârșitul anului 1193.
Robert al II-lea a mai luat parte la Cruciada Albigensiană din anul 1210.
Mai tîrziu, în 1214, a luptat alături de regele Filip August al Franței la bătălia de la Bouvines, împotriva împăratului Otto al IV-lea de Braunschweig și a contelui Ferdinand de Flandra.

## Căsătorii și urmași
Prima sa căsătorie, cu Mahaut de Burgundia (n. 1150–d. 1192) a avut loc în 1178 și s-a încheiat cu separarea celor doi în 1181, fără să fi rezultat copii. Motivul divorțului l-a constituit consanguinitatea, dat fiind că atât Mahaut cât și Robert erau amândoi stră-strănepoți ai contelui Guillaume I de Burgundia și ai soției acestuia Ștefaneta și amândoi erau descendenți capețieni ai regelui Robert al II-lea al Franței.
Al doilea mariaj al lui Robert a fost cu Iolanda de Coucy (n. 1164–d. 1222). Cei doi au avut următorii copii:
- Robert (n. cca. 1185–d. 1234), conte de Dreux și Braine
- Petru (n. cca. 1190–d. 1250), duce de Bretania
- Henric (n. cca. 1193–d. 1240), arhiepiscop de Reims
- Ioan (n. cca. 1198–d. 1239), conte de Vienne și Mâcon
- Filipa (n. 1192–d. 1242), căsătorită cu Henric al II-lea, conte de Bar
- Alice, căsătorită cu Gauthier al IV-lea de Vienne, senior de Salins, apoi recăsătorită cu Renard al II-lea de Choiseul.[10]